# Optokinetischer Nystagmus

Optokinetischer Nystagmus

Als Optokinetischer Nystagmus (OKN) wird ein natürlicher Bewegungsreflex der Augen bezeichnet, ein Nystagmus (Augenzittern), der nicht krankhaft ist, sondern eine normale Reaktion des visuellen Systems zur Bildstabilisierung darstellt.
Der Reflex setzt sich aus zwei Phasen gegenläufiger Augenbewegungen unterschiedlicher Geschwindigkeit zusammen: Die langsame Phase, bei der die sich bewegende Umwelt mit einer Folgebewegung betrachtet wird, deren Geschwindigkeit in etwa derjenigen des bewegten Reizes entspricht, sorgt für eine relative Stabilisierung der Bildposition im foveolaren Bereich der Netzhaut (Retina). Die schnelle Phase, eine Sakkade, bringt die Blicklinien dann entgegen der retinalen Bildverschiebung wieder in die Ausgangslage zurück. Die Schlagrichtung des Nystagmus wird nach dieser schnellen Rückstellbewegung benannt. Ein rechtsschlägiger OKN beispielsweise besteht aus einer langsamen Bewegung der Augen nach links und einer schnellen Rückstellbewegung nach rechts. Der Reflex kann unter anderem beobachtet werden, wenn aus einem Zugfenster die vorbeiziehende Landschaft betrachtet wird („Eisenbahnnystagmus“).
Für die Auslösung dieser Reaktion gibt es zwei Verarbeitungspfade: einen kortikalen und einen subkortikalen. Beim kortikalen Pfad wird die visuelle Information von der Retina über das Corpus geniculatum laterale in den visuellen Kortex (MT, mediotemporales Areal) geleitet. Von dort gibt es Projektionen zum Praetektum, von welchem wiederum die Kerne der Augenmuskelnerven im Hirnstamm angesteuert werden können. 
Der subkortikale Pfad projiziert direkt in die Area pretectalis, wo beide Systeme gekoppelt werden. 
Für den kortikalen Pfad reichen bereits kleinere bewegte Bildausschnitte. Um den subkortikalen Pfad anzusprechen, muss eine großflächige Bewegung der Umgebung gegeben sein. Dies sei am Beispiel des „Eisenbahnnystagmus“ erläutert: Sieht man gedankenverloren aus dem Fenster, so führen die Augen den sogenannten stierenden Nystagmus aus. Er zeichnet sich durch relativ kurze Folgephasen aus. Sieht man aber plötzlich etwas Interessantes, oder versucht man herauszufinden, wo man sich befindet, so führen die Augen den schauenden Nystagmus aus, bei dem die Folgephasen sehr lang sind und die Augengeschwindigkeit sehr gut mit der Reizgeschwindigkeit übereinstimmt. 
Im Unterschied dazu dienen vestibuläre Kompensationsbewegungen wie beispielsweise der vestibulo-okuläre Reflex dem Ausgleich kurzfristiger und schneller Drehbeschleunigungen zur Vermeidung von "Wackelbildern". Die vestibulär ausgelösten und die optokinetischen Reflexe ergänzen einander mit ihren Leistungen für die Bildstabilisierung.
Bei vielen Säugern kann der OKN bei monokularer Betrachtung nur in temporo-nasaler Richtung (von außen nach innen) ausgelöst werden, beim Menschen aber kann er sowohl in temporo-nasaler wie auch in naso-temporaler Richtung ausgelöst werden. Die naso-temporale Richtung muss allerdings erst gelernt werden, bei Säuglingen wird sie noch nicht beantwortet.
Störungen des optokinetischen Nystagmus können Anzeichen neurologischer Erkrankungen darstellen oder auch Symptome einer supranukleären Augenbewegungsstörung sein. Zur Untersuchung kann eine sog. Nystagmustrommel verwendet werden, eine in der Hand gehaltene, drehbare Trommel mit einem senkrechten Schwarz-Weiß-Streifenmuster.